# Can Vilatort
Can Vilatort és una masia del municipi de Sant Esteve de Palautordera (Vallès Oriental) inclosa en l'Inventari del Patrimoni Arquitectònic de Catalunya. Es tracta d'una masia orientada cap a l'est amb una estructura coberta a dos vessants. És un edifici de planta baixa i pis. El portal de la façana principal, dovellat, està descentrat cap a l'esquerra. A la clau hi ha un relleu d'una creu. Al damunt del portal hi ha una finestra espitllerada i una de pedra semi arquejada. A la seva dreta hi ha una altra finestra d'arc gòtic i a la planta una pedra d'arc pla. A l'extrem esquerre de la façana principal hi ha un contrafort. La façana nord fa una corba en el seu traçat. Al darrere de l'edifici hi ha un pou de pedra.
El mas Vilatort apareix en butlles dels anys 1002, 1007, 1098 i 1120. Bartomeu Vilatort apareix en un document de l'any 1417 com a veí de la parròquia. El mas és anomenat al fogatge de 1515.